# Die Dame
Die Dame è stata una rivista berlinese pubblicata dal 1912 al 1943. 

## Storia

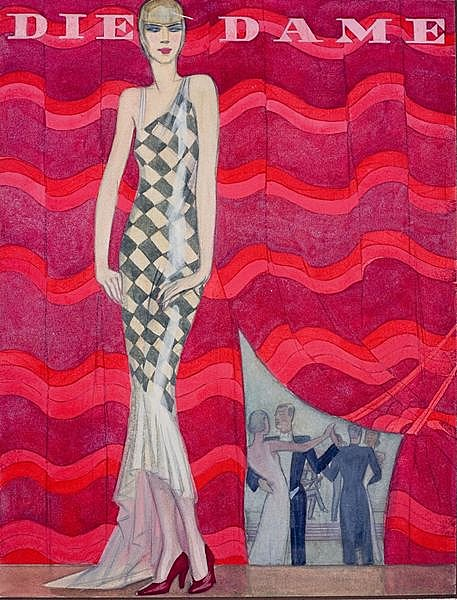
Copertina della rivista negli anni Venti ad opera dell'artista polacca Janina Dłuska

Nacque con questo nome nel 1912, quando la casa editrice Ullstein acquisì la testata Illustrierte Frauen-Zeitung, che veniva stampata fin dal 1874, ribattezzandola con il nuovo nome. Il settimanale Die Dame si affermò dopo la guerra come rivista di cultura, moda e società, destinato soprattutto ad un pubblico femminile di alto livello sociale. Le redattrici che si occupano della moda quali Elsa Herzog, Johanna Thal (1886-1944), Stephanie Kaul e la viennese Lily von Nagy, introdussero un nuovo stile che tagliava i ponti col passato non basandosi più sul censo, sul casato o anche sulla ricchezza, bensì sull'eleganza e sul gusto: Die Dame presentò la nuova donna della Repubblica di Weimar.
Occorre considerare che in seguito alla prima guerra mondiale anche il ruolo femminile era mutato: la necessità di manodopera delle donne nei vari settori produttivi era cresciuto enormemente. Furono occupate negli ospedali, nella vendita al dettaglio, nelle fattorie, prendendosi peraltro cura dei loro figli. Anche al ritorno degli uomini dalla guerra furono molti i posti vacanti tanto che alle donne venne pure concesso in Germania il diritto di voto.
Dopo che nel 1925, il disegnatore e gigolò Ernst Deutsch-Dryden (anche se il suo vero nome era solo Ernst Deutsch - da non confondere con l'attore), assunse la direzione artistica del giornale da Parigi, trovarono spazio artisti e scrittori come George Grosz, Bertolt Brecht, Hannah Höch, Max Pechstein, che lavorarono alla rivista; mentre furono pubblicati i testi di Kurt Tucholsky, Carl Zuckmayer, Clara Viebig, Georg Hermann, Ludwig Thoma, René Schickele, Franz Blei, Otto Flake, Arnold Zweig, Vicki Baum, Franz Hessel, W. Somerset Maugham, Walter Benjamin, Max Brod, Wilhelm von Bode, Klabund che apparvero su quelle pagine, così come Tamara de Lempicka, Stefan Zweig, Christian Schad. Si trattò della rivista di lusso tedesca con la più alta tiratura nel 1929 con la vendita di 50 890 copie, circondandosi di illustratori di alto livello come Julie Haase-Werkenthin, Hans Ibe, Otto Nebel, Eleonora Rozanek, Walter Trier.

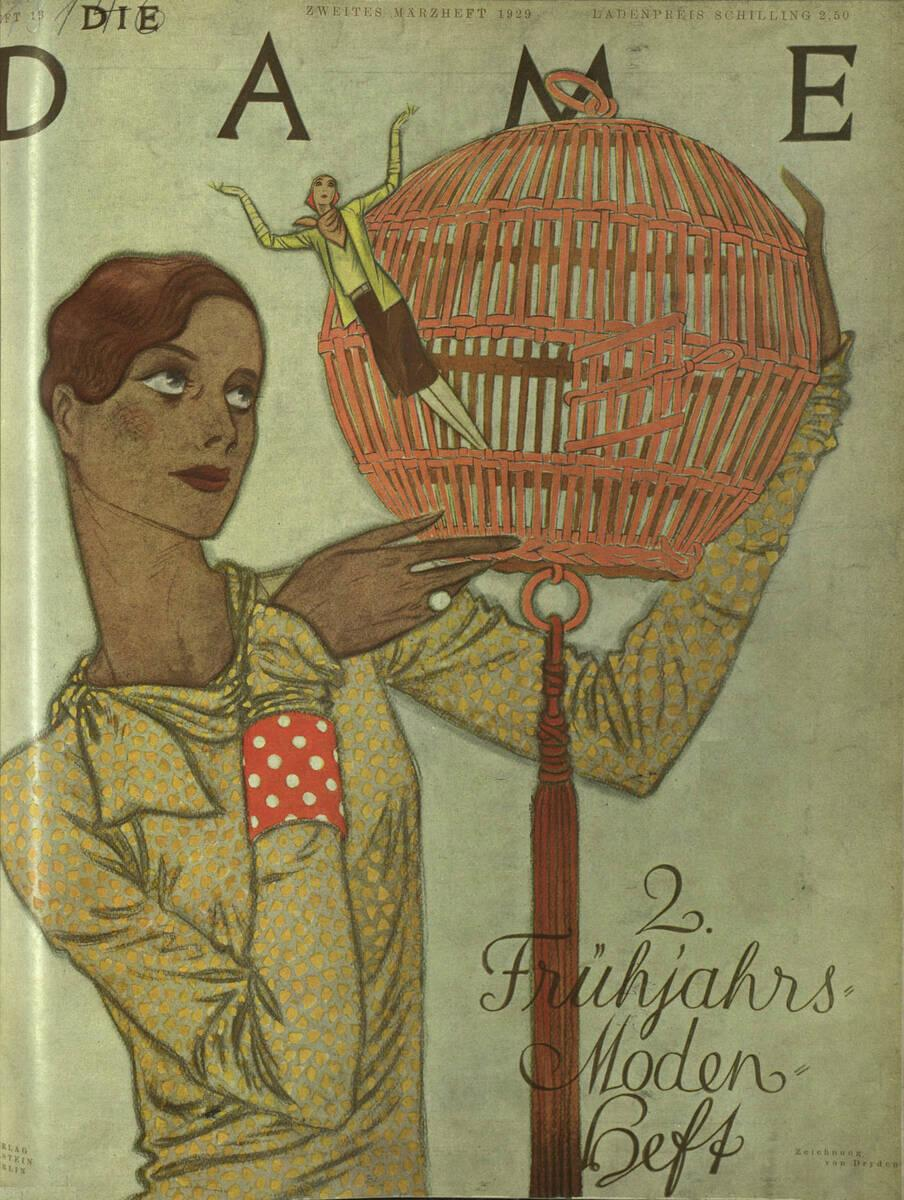
Copertina della rivista, marzo 1929, ad opera di Ernst Deutsch-Dryden

Arthur Schnitzler scelse di pubblicare sulla rivista, prima che in volume, un suo romanzo e così fece anche Gerhart Hauptmann mentre la scrittrice Vicki Baum fu redattrice fino alla sua emigrazione in America che avvenne attorno al 1930. Si può affermare che per i temi trattati e per la libertà che usufruivano le donne, Die Dame fosse quasi un giornale pre-femminista. L'immagine della donna che usciva da quelle pagine era progressista, elegante, emancipata, un po' stravagante. Importanti sono stati anche i fotografi che lavorarono o fornirono le loro opere da pubblicare: oltre a Waldemar Titzenthaler, Zander & Labisch, vanno citati Emil Otto Hoppé, Nicola Perscheid, Suse Byk, Hugo Erfurth, Trude Fleischmann, Man Ray, Lotte Jacobi, Martin Munkácsi, le sorelle Nini Hess e Curry.
Probabilmente una delle redattrici che più di tutte influenzarono la linea editoriale della rivista fu Johanna Thal che divenne molto nota all'epoca per i suoi servizi di moda e per la capacità di combinare i cappelli, usati da sempre dalle signore, con le "pieghe o svasature negli abiti?" assieme al nuovo trionfo del maglione. Fu senz'altro, si direbbe, una "influencer" della moda, purtroppo dimenticata. Dopo l'Anschluss, fu proprio Adolf Eichmann a dire al marito Julius Hirsch, giornalista, austriaco: "Coloro che hanno paura in questo momento dovrebbero aspettare e vedere cosa succederà dopo". Lui morì nel Campo di concentramento di Theresienstadt nel 1942. Lei morì a 57 anni, essendo di origini ebraiche, nel Campo di concentramento di Auschwitz nel 1944.

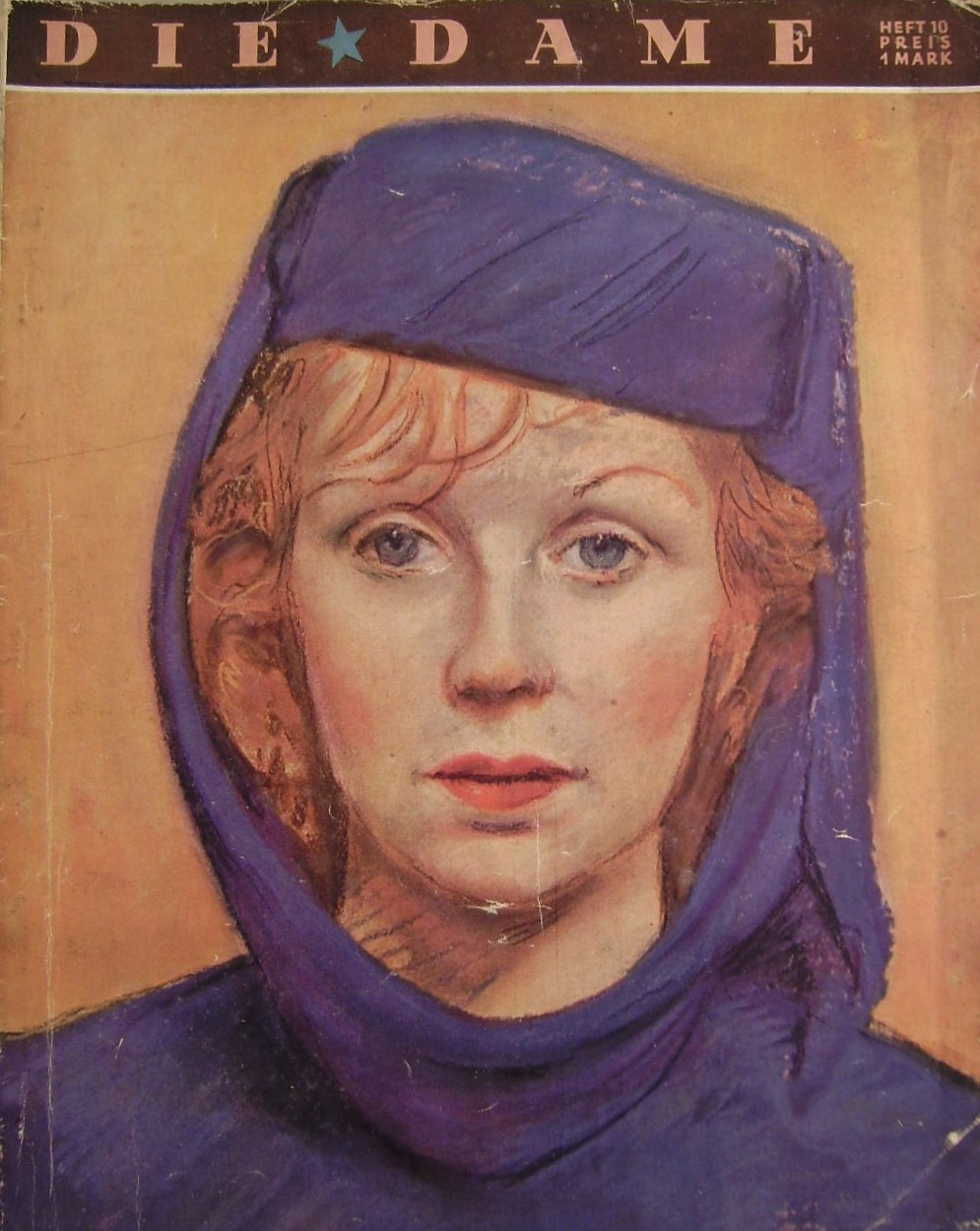
Copertina della rivista numero 10, 1941, opera dell'artista Willy Jaeckel

Dopo la presa del potere del nazionalsocialismo, il marito perse il posto di lavoro presso il giornale berlinese per quale lavorava, mentre la rivista "Die Dame" proseguì le pubblicazioni fino al 1943, ma licenziando le redattrici ebree, contraendo gli articoli sulla "libertà delle donne", espropriando la casa editrice Ullstein in quanto di origini ebraiche e dal 1937 pubblicati dalla Deutscher Verlag. L'ultimo articolo a firma di Johanna Thal fu nel 1934. Stranamente, la copertina del numero 10 del 1941 fu realizzata dal pittore Willy Jaeckel, espulso fin dal 1933 dall'insegnamento universitario, considerato un artista "degenerato", eppure presente nella copertina della rivista. Purtroppo, perì a Berlino durante un bombardamento alleato il 30 gennaio 1944, mentre molte sue opere furono distrutte dai nazisti. Una parte consistente dei materiali e dei documenti storici della rivista sono andati perduti in seguito ai bombardamenti alleati del 1945 su Berlino che hanno colpito la sede della casa editrice Ullstein.

## La nuova rivista
L'imprenditore e collezionista d'arte Christian Boros nel 2017 decise di rilanciare la storica rivista con cadenza semestrale, affidandola ad alcuni nomi tra i quali spiccano Jenny Holzer, Patti Smith, Zanele Muholi, Tracey Emin.